# أحمد إبراهيم بك
أحمد بك بن إبراهيم بن إبراهيم (30 يناير 1874 - 17 أكتوبر 1945) (12 ذو الحجة 1290 - 11 ذو القعدة 1364) فقيه حنفي وحقوقي وأكاديمي مصري. ولد في القاهرة الخديوية. تخرج بدار العلوم سنة 1897، واشتغل بالتدريس فكان مدرس الشريعة في مدرسة القضاء الشرعي ثم في كلية الحقوق بالجامعة المصرية، فوكيلا لهذه الكلية ومدرسًا للفقه في قسم التخصص بالجامعة الأزهرية، وكان من أعضاء المجمع اللغوي. له مؤلفات كثيرة وبحوث عديدة في الفقه والقضاء الإسلامي. توفي في مسقط رأسه عن 71 عامًا.

## سيرته
هو أحمد بك بن إبراهيم بن إبراهيم المصري. ينتسب إلى أسرة شرقاوية فقد كان والده إبراهيم إبراهيم من علماء الأزهر ، وقد انتقل من مسقط رأسه في بلبيس إلى القاهرة، وأقام في حي الباطنية بجوار الأزهر ليكون قريباً منه. ولد يوم 12 ذو الحجة 1290/ 30 يناير 1874 بحي الباطنية ونشأ بها نشأة دينية فحفظ القرآن. ثم تلقى علومه في المدارس الأميرية والأزهر، وتخرج من دار العلوم سنة 1987.

عيّن مدرّسًا مساعدًا بدار العلوم ثم بالمدرسة السنية ثم بمدرسة الحقوق 1906، ثم بمدرسة القضاء الشرعي 1907، ثم عيّن أستاذًا للشريعة في كلية الحقوق سنة 1930، ثم وكيلًا للكلية. فأصبح من أوائل الأساتذة المصريين ذوي الكراسي في الكلية الجامعية. ومن تلامذته هو إبراهيم دسوقي أباظة وعبد الوهاب خلاف ومحمد أبو زهرة.

عرف بأنه كان من كبار علماء الشريعة الإسلامية الذي امتاز بأبحاثه في المقارنة بين المذاهب والشرائع. عيّن وكيلًا لجمعيات الشبان المسلمين، وعضوًا في مجمع اللغة العربية بالقاهرة سنة 1942، والمعهد العالي للموسيقى العربية، ومندوبًا عن جامعة فؤاد الأول في مؤتمر لاهاي للقانون المقارن سنة 1932.

له مؤلفات كثيرة ترك آثارًا ضخامًا في الفقه الإسلامي، نحو خمسة عشر مجلدًا وعشرين بحثًا في الفقه وأصوله. 

توفي يوم 11 ذو القعدة 1364/ 17 أكتوبر 1945 في القاهرة عاصمة المملكة المصرية.

## آثاره
من مؤلفاته:
- «المرافعات الشرعية»، 1920
- «الأحكام الشرعية للأحوال الشخصية»، 1925
- «طرق الإثبات الشرعية»، 1928
- «نظام النفقات في الشريعة الإسلامية»، 1929
- «مصادر الفقه الإسلامي»، 1931
- «الأهلية وعوارضها والولاية في الشرع الإسلامي»، 1931
- «العلاقة بين الدين والقانون من الوجهة الجنسية والتاريخية»، 1932
- «المعاملات الشرعية المالية»، 1936
- «أحكام الوقف والمواريث»، 1937
- «علم أصول الفقه»، 1939
- «تاريخ التشريع الإسلامي»، 1939
- «أحكام تصرفات المريض مرض الموت بين الشريعة والقانون»، 1939
- «الوصية، وبيان أحكامها في الشريعة الإسلامية، مع عرض آراء الفقهاء في جميع المسائل وأدلتها»، 1942
- «المواريث علماً وعملاً»، 1942
- «الالتزامات في الشرع الإسلامي»، 1945

صدر عنه كتاب لمحمد عثمان شبير بعنوان «أحمد إبراهيم فقيه العصر ومجدد ثوب الفقه في مصر» في 2010 عن دار القلم في دمشق،‌ ثم عن دار الفلك سنة 2017 «مجموعة مقالات وبحوث العلامة أحمد بك إبراهيم الفقيه الحقوقي المصري المتوفي سنة (1364 هـ.-1945)» بتحقيق أشرف سعد الأزهري.